# Love Again (canción de Miss A)
«Love Again» –en español: «Amar otra vez»- es una canción interpretada por el grupo femenino de k-pop Miss A, como sencillo promocional del grupo. Además se considera como el primer sencillo del grupo, y fue incluido en su primer disco, Bad But Good. Aunque hubo confusión sobre el primer sencillo, se considera a “Love Again” como el primero, ya que fue lanzado en 22 de junio de 2010, 9 dias antes del debut oficial del grupo y del lanzamiento del primer disco.

## Recibimiento
La canción logró llegar al puesto número 6 de los charts más importantes de Corea.
Recibió buenas críticas por parte del público Coreano en general.

## Videoclip
En el video aparecen las chicas en un gimnasio, preocupadas por querer ir al "Samsung Beat Festival", un programa de presentaciones donde harían su debut.Al final logran ir y ganan un premio. En el video no aparece Min, debido a que no se había unido al grupo aún.

## Lista de canciones
1-«Love Again»- 3:30